# ریک پسر سفیدپوست
ریک پسر سفیدپوست (انگلیسی: White Boy Rick) یک فیلم جنایی-درام آمریوایی به کارگردانی یان دمانگ است که در سال ۲۰۱۸ منتشر شد. فیلمنامه این اثر را، لوگان میلر، نوح میلر و اندی ویس نوشته‌اند. در این فیلم بازیگرانی همچون ریچی مریت، جنیفر جیسن لی، بروس درن، بل پاولی، جاناتان میجرز، تیلور پیج و پایپر لوری به ایفای نقش پرداخته‌اند.
این فیلم در تاریخ ۱۴ سپتامبر ۲۰۱۸ توسط سونی پیکچرز در ایالات متحده آمریکا به اکران رسیده‌است.

## داستان
داستان واقعی نوجوانی بنام ریچارد که در سن ۱۴ سالگی به عنوان نیروی مخفی اف‌بی‌آی برگزیده می‌شود اما بعدها به جرم حمل مواد مخدر به حبس ابد محکوم می‌شود.

## تولید
در فوریه ۲۰۱۵، استودیو ۸ فیلمنامه خاصی را دریافت کرد که به نویسندگی لوگان میلر، نوح میلر و اندی ویس نوشته شده بود و «ریک، پسر سفیدپوست» نام داشت. در نوامبر ۲۰۱۶ متیو مک کانهی به عنوان بازیگر به پروژه پیوست و همچنین یان دمانگ به عنوان کارگردان فیلم انتخاب شد. دارن آرنوفسکی و اسکات فرانکلین، به ترتیب از شرکت‌های پروتوزا پیکچرز و ال بی آی اینترتینمنت بنرز به عنوان تهیه‌کننده فیلم انتخاب شدند. در ژانویه ۲۰۱۷ بروس درن و جنیفر جیسن لی به بازیگران فیلم پیوستند.

### فیلمبرداری
در ۱۴ مارس ۲۰۱۷ فیلمبرداری پروژه آغاز شد.

## انتشار
قرار بود این فیلم در ۱۲ ژانویه ۲۰۱۸ اکران شود، اما چندروزی به تأخیر افتاد و نهایتاً تاریخ اکران این فیلم ۲۶ ژانویه ۲۰۱۸ تعیین شد.